# Volkswagen I.D. Buzz

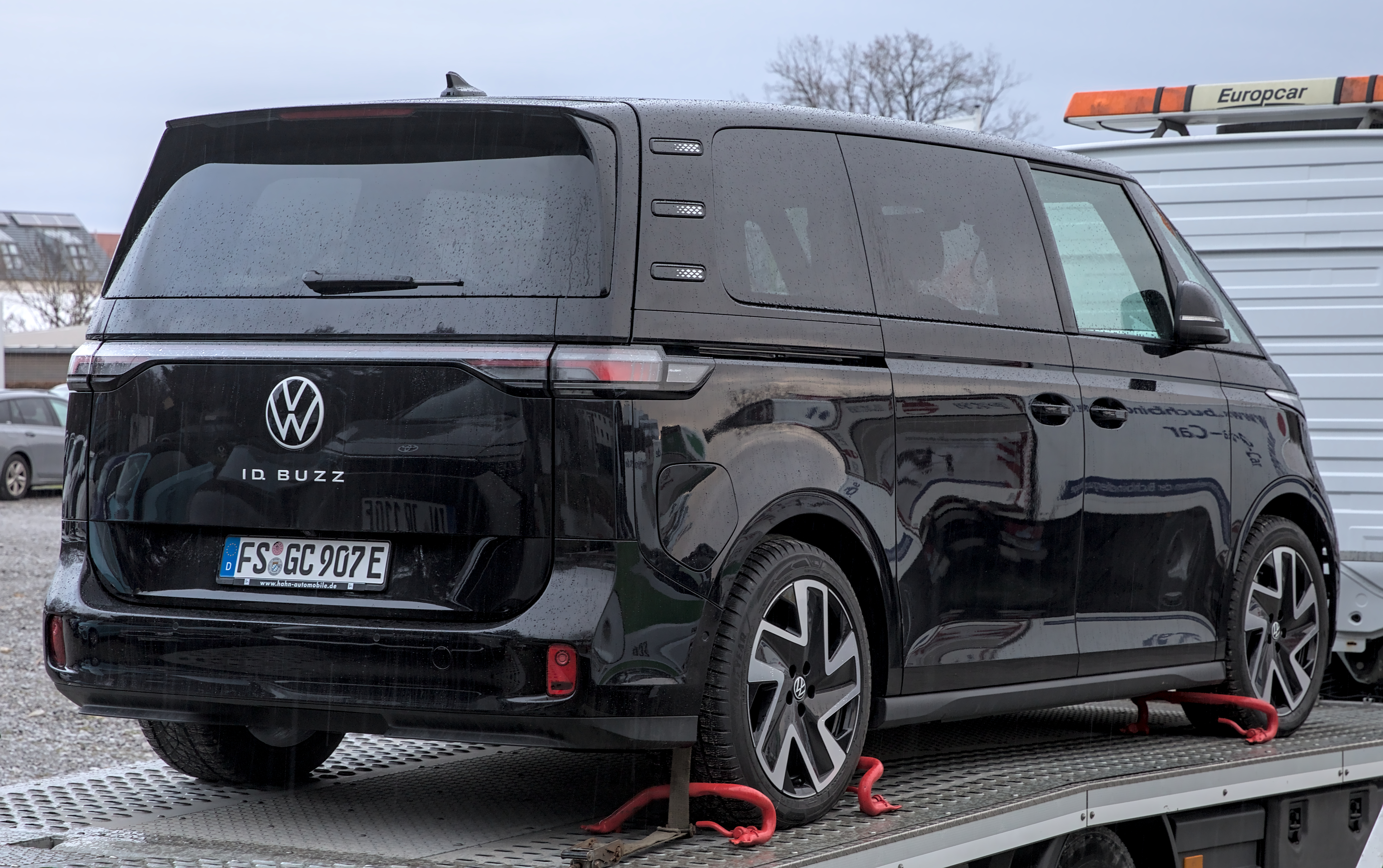
Vista de darrere

El Volkswagen I.D. Buzz és un vehicle elèctric de bateria basat en la plataforma MEB de Volkswagen. Fou exposat com a prototipus el 2017 al North American International Auto Show. Un vehicle de producció basat en aquest prototipus serà llançat el 2022. Serà un dels cinc nous models Volkswagen basats en la plataforma MEB.
L'ID.Buzz pot tenir algunes opcions de propulsió: una opció de tracció posterior que genera uns 200 cavalls i una tracció integral de primer nivell que s'acosta als 300.
VW va afirmar que les bateries ID.Buzz oscil·laran entre 48 kWh i 110 kWh per a un rang de 320 a 547 quilòmetres, amb una altra afirmació que connectar-se a un carregador de corrent continu ràpid us pot portar fins al 80% en només mitja hora.
L'interior del concepte té tres fileres de seients, tots els quals poden girar, quedar plans o treure. Combina amb la conducció autònoma, i tens sis o més persones en un interior totalment configurable que es poden enfrontar i seure al voltant d'una taula que es mou per la cabina per una pista.